# 巴彦汗日本毒气实验场遗址
巴彦汗侵华日军毒气实验场遗址，又名巴彦汗日本毒气实验场遗址、巴彦汗日本關東軍毒气实验场遗址，是一座位於中國內蒙古自治區呼倫貝爾市鄂溫克族自治旗巴彥托海鎮的全國重點文物保護單位。实验场由日本關東軍建於1940年，是中國已知最大的關東軍生化武器實驗場，也是世界上已知最大的第二次世界大戰日軍毒氣實驗場遺址（截至2015年）。遺址在2000年被發現，後在2005年獲哈爾濱市社會科學院認定為日本關東軍的生化武器實驗場，並於2013年列入第七批全国重点文物保护单位。

## 歷史

### 設置和運作
巴彦汗日本毒气实验场由日本关东军（大日本帝國在中國東北的部隊）建於1940年，位於内蒙古自治区呼伦贝尔市鄂温克族自治旗巴彦托海镇，是中國已知最大的关东军生化武器实验场，也是世界上已知最大的第二次世界大战日军毒气实验场遗址（截至2015年）。日軍兵員驅逐當地的蒙古牧民，用草繩子圈起開闊地，並設置崗哨和紅旗，從而建立实验场。歷史學家徐佔江認為，日軍之所以選擇在此地設立实验场，是因為呼倫貝爾地區的自然環境與日本有意攻打的蘇聯相似，而且這裡地廣人稀、因此易於保密。
侵華日軍的731部隊與516部隊曾在实验场共同進行人体试验，共使用了超过100名戰俘作实验品。一些參與侵华戰爭的日军士兵曾在回忆录中提及巴彦汗毒气实验场，憶述了日军在當地进行的化學武器实验。亦有一名前日軍兵員撰寫了《滿洲雪原上恐怖的化學戰》，提及实验场的情況。日軍會在草原上挖土坑，把人或動物藏在坑內，再投擲毒氣彈或炸彈，以測試不同武器的殺傷力。例如，日军在一次实验中把两三人一组的戰俘放置在堡垒內，並在戰俘身上放置了电极，以便观察其心电图；日军人員再向堡垒内发射光气，观察戰俘的反应，並把沒有死去的戰俘留待下次实验使用。此外，有內蒙古人憶述，巴彥汗的牧民經常嗅到刺鼻的味道，有些牧民不小心掉進实验场的坑裡，有人因接觸實驗場而受毒氣感染，牲畜亦患上了瘟疫。

### 發現、研究與保護
实验场遗址在2000年被發現後，哈尔滨市社会科学院進行了五年的调查和研究，以证实該遗址是否確实為日軍的毒气实验场。哈尔滨市社会科学院把研究這座遗址列為重點課題，多次派員考察；亦有日本學者親自來到遗址視察，認為遗址與大日本帝國陸軍野戰陣地的掩體和掩護壕相類似，確是一座實驗場。2005年，哈尔滨市社会科学院認定這座遗址是日本关东军的生化武器实验场；同年，呼倫貝爾市文化部門把遗址申報為內蒙古自治區文物保護單位，望能令遗址得到有效的保護。
2013年，巴彦汗日本毒气实验场遗址被列入第七批全国重点文物保护单位中的近现代重要史迹及代表性建筑。遗址其後在2015年列入第二批国家级抗战纪念设施、遗址名录。遗址受国家保护，但其位置难以找寻，遗址鮮為人知；中國共產黨鄂温克族自治旗委员会宣传部副部长吕开全表示，有關部門将會组织更多人前來遗址參觀，讓參觀者認識侵華日軍的所作所為，並學習爱国主义。

## 結構
巴彦汗日本毒气实验场遗址位於草原深處，總面積大概有110平方公里，東面至西面寬約9公里，南面至北面長約13公里；這個範圍內最少有一千多個土筑遺構，可以看到大量形狀和體積各異的土坑。
日軍工事分為20多種，包括塹壕、交通壕、汽車和坦克掩蔽部、單兵坑、指揮所、牲畜坑等，留下了六個類型的遺跡。這些遺跡集中分布於六處遺跡群：遗址北部和西北部的工事多數是大坑，東北部有較大連片的塹壕、交通壕、能容納戰車的大坑、單兵掩體等，实验场东北部和西部的边缘地带亦有碉堡、蓄水池和地下掩蔽部；東南部的高地有單獨的連片實驗工事，西南部的工事則大多是單兵坑、交通壕及塹壕，南部的多为马蹄形单坑、交通壕和堑壕。
遗址內保存得最完好的工事，是一些壁厚30厘米、内径為3米的长方形堡垒，用於觀察实验对象的反应。